# Francesco Ravaschio
Francesco Ravaschio (Gênes, 1743 - 1820) est  un sculpteur italien néoclassique qui fut  actif essentiellement à Gênes et en Ligurie.

## Biographie
Avec Nicolò Traverso, il travailla à la décoration du Palais Durazzo-Pallavicini et du Palazzo Ducale de Gênes. 
Sa carrière fut interrompue prématurément par la cécité.
Ignazio Peschiera fut l'un de ses élèves.

## Œuvres
- Allégorie de la Force (statue), Palazzo Ducale,Gênes.
- Médaillons de portraits de Ligures illustres, réalisés avec Nicolo Traverso et Andrea Casaregi.